# قائمة زملاء الجمعية الملكية المنتخبين في 1674
هذه الصفحة تعرض قائمة زملاء الجمعية الملكية المُنتخبين لعام 1674.

## الزملاء
1. إدمند كاستل.
2. هنري جينكس.